# لاري بوكانان
لاري بوكانان (بالإنجليزية: Larry Buchanan)‏ هو كاتب سيناريو ومخرج أمريكي، ولد في 31 يناير 1923 في تكساس في الولايات المتحدة، وتوفي في 2 ديسمبر 2004 في توسان في الولايات المتحدة.

## وصلات خارجية
- لاري بوكانان على موقع IMDb (الإنجليزية)
- لاري بوكانان على موقع ألو سيني (الفرنسية)
- لاري بوكانان على موقع أول موفي (الإنجليزية)
- لاري بوكانان على موقع قاعدة بيانات الأفلام السويدية (السويدية)
- لاري بوكانان على موقع إن إن دي بي (الإنجليزية)
- لاري بوكانان على موقع قاعدة بيانات الفيلم (الإنجليزية)
- لاري بوكانان على موقع كينوبويسك (الروسية)